# Cyrtodactylus batik
Cyrtodactylus batik es una especie de gecos de la familia Gekkonidae.

## Distribución geográfica
Es endémica de la península oriental de la isla de Célebes (Indonesia).